# Línia evolutiva de Riolu
Aquesta línia evolutiva de Pokémon inclou Riolu i Lucario.

## Riolu
Riolu (リオル Rioru) és un personatge fictici de la saga de videojocs de Pokémon, així com d'altres jocs i productes derivats. És de tipus Lluita. Evoluciona a Lucario. Riolu és un Pokémon conegut pel seu carisma i valentia. Com la seva evolució Lucario, pot veure l'Aura dels Pokémon i les persones. El seu cos és àgil però fort, pot pujar tres muntanyes i creuar dos canons en una sola nit. Té un collaret de pèl que li envolta el coll, el qual en evolucionar es converteix en el pelatge del seu pit i cintura. El nom de Riolu sembla venir del de Lucario, ja que, a Lucario, ho expressem en síl·labes del revés.

### Aparicions de Riolu
Riolu només s'aconsegueix en Pokémon Diamant i Perla

## Lucario
Lucario (ルカリオ Rukario) és un personatge fictici de la saga de videojocs de Pokémon, així com d'altres jocs i productes derivats. És de tipus lluita i acer. Evoluciona de Riolu.
Pot parlar amb els humans i llança unes esferes d'energia (Esfera Aural) que poden utilitzar-ne per curar a Mew a més de ser un atac bastant poderós.

### Aparicions de Lucario
Lucario només s'aconsegueix en Pokémon Perla i Diamant i apareix como personatge ocult en el joc Super Smash Bros. Brawl, com es va confirmar en la pàgina oficial Smash Bros Dojo!!!.